# USS LST-648
O USS LST-648 foi um navio de guerra norte-americano da classe LST que operou durante a Segunda Guerra Mundial.